# 奮進號海峽
奮進號海峽是澳大利亞的海峽，位於托利斯海峽最南端，連接珊瑚海和阿拉弗拉海，分隔該國主島和威爾士親王島 (昆士蘭州)，長50公里、寬10公里，水深15米。海峡由探险家詹姆斯·库克的船奋进号命名。
10°47′3″S 142°17′20″E / 10.78417°S 142.28889°E